# Parti conservateur du Canada (ancien)
Pour les articles homonymes, voir Parti conservateur et Parti conservateur du Canada.
Le Parti conservateur du Canada est connu sous différents noms au fil des années. Initialement connu sous le nom de Parti libéral-conservateur, ses dirigeants abandonnent le mot « libéral » en 1873, bien que certains candidats continuent alors d'utiliser ce nom.
À cause de la Première Guerre mondiale et la crise de la conscription de 1917, le parti se joint aux libéraux qui appuyaient la conscription pour former le Parti unioniste, dirigé par Robert Laird Borden, de 1917 à 1920, et puis le Parti libéral et conservateur national jusqu'en 1922. Il revient alors au nom de Parti libéral-conservateur jusqu'en 1938, puis redevient simplement le Parti conservateur. Il dispute les élections de 1940 sous le nom de Gouvernement national, même s'il est à cette date dans l'opposition.
Malgré ces changements de nom, le parti est presque toujours connu du grand public comme le « Parti conservateur », ou alors les « Tories ».

## Origines

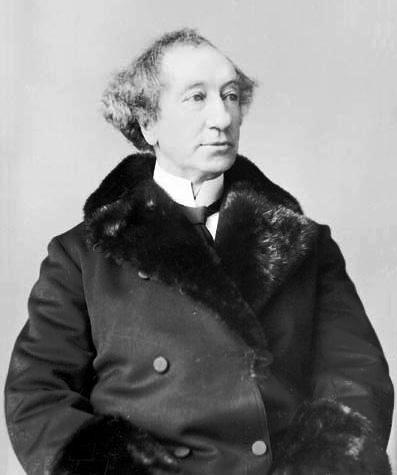
John A. Macdonald

Les racines du parti remontent au gouvernement de coalition pré-confédération de 1854 constitué du Parti bleu de George-Étienne Cartier (voir aussi : Parti conservateur du Québec), de libéraux ontariens et de conservateurs, mené par John A. Macdonald. C'est de cette grande coalition qu'est né le Parti libéral-conservateur (généralement appelé simplement Parti conservateur) et c'est cette période qui forma la base de la confédération canadienne en 1867.

## Confédération
Macdonald devint le chef du Parti conservateur et forma le premier gouvernement national en 1867. Le parti rassemblait les catholiques ultramontains du Québec, les hommes d'affaires pro-tarifs, les tories loyalistes et les orangistes. Une importante réalisation du premier gouvernement de Macdonald fut la création du Chemin de fer Canadien Pacifique, qui mena toutefois au scandale Pacifique qui fit chuter le gouvernement en 1873.
Les conservateurs sous Macdonald furent reportés au pouvoir en 1878 en s'opposant à la politique libérale de réciprocité (ou libre-échange) avec les États-Unis, prônant plutôt la Politique Nationale qui cherchait à promouvoir le commerce et à développer l'industrie avec des mesures protectionnistes, ainsi qu'à coloniser et développer l'Ouest canadien.
La différence principale entre les conservateurs et les libéraux à cette époque, et pendant une bonne partie du XXe siècle, était que les conservateurs favorisaient la préférence impériale (un système protectionniste qui appliquerait des tarifs douaniers sur des importations provenant de l'extérieur de l'Empire britannique) et des liens politiques et légaux forts avec le Royaume-Uni, tandis que les libéraux prônaient plutôt le libre-échange et le continentalisme (c'est-à-dire des rapports plus rapprochés avec les États-Unis) et une plus grande indépendance vis-à-vis le Royaume-Uni.
Macdonald décéda en 1891, et sans son leadership, la coalition conservatrice commença à se défaire sous la pression de tensions entre les canadiens français catholiques et les impérialistes britanniques qui tendaient à être anti-français et anti-catholiques. La rébellion de la rivière Rouge (et l'exécution subséquente de Louis Riel) et la question des écoles du Manitoba exacerbèrent les tensions au sein du Parti conservateur et alimenta l'hostilité envers les conservateurs au Québec.

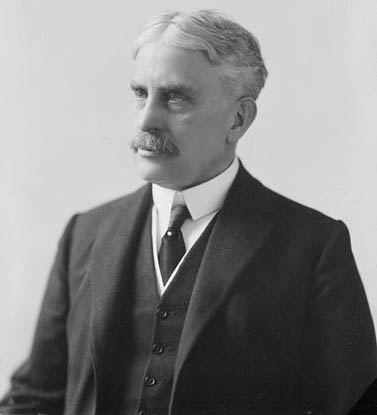
Sir Robert Borden

Le libre-échange fut la question majeure de l'élection de 1911 qui balaya les libéraux de Wilfrid Laurier du pouvoir. Robert Borden dirigea une nouvelle administration tory qui mit l'emphase sur une Politique Nationale revitalisée et les liens avec le Royaume-Uni. Borden tenta de se reconstruire une base au Québec en s'alliant avec les nationalistes québécois anti-Laurier, mais, au gouvernement, les tensions entre les nationalistes québécois et les impérialistes canadiens-anglais rendait toute grande coalition insoutenable.

## Borden et le renouveau conservateur
La Première Guerre mondiale créa une tension supplémentaire, la plupart des québécois étant peu enthousiasmés à l'idée d'une participation canadienne dans ce qu'ils considéraient être un conflit étranger, et surtout, britannique. De l'autre côté, les partisans anglophones de Borden étaient inflexible sur la question, insistant que le Canada devait appuyer l'effort de guerre et promulguer une politique de conscription (voir Crise de la conscription (1917)).
Le gouvernement de Borden fut incapable d'imposer la conscription tout seul et tenta de former une coalition, mais lorsque Wilfrid Laurier rejeta cette idée, Borden forma un "gouvernement d'Union" avec des libéraux canadiens anglais favorables à la conscription. Borden créa ainsi le Parti unioniste à travers duquel il tenta de créer une coalition permanente de conservateurs et de libéraux anti-Laurier.

## Le Parti unioniste, 1917 à 1922
Article détaillé : Parti unioniste (Canada)

## Parti libéral et conservateur national
La tentative de transformer les conservateurs en un parti hégémonique en fusionnant avec les libéraux-unionistes échoua, la plupart des libéraux soit se joignant au nouveau Parti progressiste du Canada, soit réintégrant le Parti libéral sous son nouveau chef William Lyon Mackenzie King. Une question cruciale dans cette division fut le libre-échange ; les fermiers étaient particulièrement hostiles à la politique tory des tarifs douaniers, et le libre-échange était une question-clé dans la création du Parti progressiste, tandis que la crise de la conscription anéantit toute base conservatrice au Québec pour des générations, laissant les tories avec encore moins d'appuis qu'ils n'en avaient avant le gouvernement d'Union.

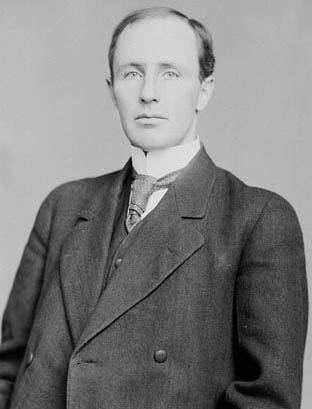
Sir Arthur Meighen

Le successeur de Borden, Arthur Meighen, et son parti rebaptisé "Parti libéral et conservateur national" furent défaits par les libéraux à l'élection de 1921, terminant troisièmes derrière les progressistes. Les libéraux furent réduits à un gouvernement minoritaire à l'élection de 1925. Les conservateurs parvinrent à remporter une pluralité des sièges à la Chambre des communes, mais King s'accrocha au pouvoir avec l'aide des progressistes et forma un gouvernement minoritaire. Le gouvernement de King fut défait par un vote à la Chambre des communes en quelques mois, et le premier ministre demanda au gouverneur général Byng de déclencher une nouvelle élection. Byng refusa et fit appel à Meighen pour former un gouvernement.
Le gouvernement de Meighen fut rapidement défait par un vote aux communes, ne laissant pas d'autre choix qu'une élection, qui reporta les libéraux au pouvoir avec une forte majorité. L'affaire King-Byng enflamma les sentiments nationalistes des Canadiens, qui considéraient que le gouverneur général, nommé par le gouvernement britannique, avait abusé de ses pouvoirs et que c'était un signe d'une influence britannique excessive sur la politique canadienne. Les tories bénéficiaient de cette influence, leurs politiques pro-impérialistes étant opposées au concept de l'indépendance canadienne.

## Bennett et la Grande dépression
Meighen fut remplacé comme chef tory par Richard Bedford Bennett, un homme d'affaires millionnaire de Calgary, en 1927. Il mena les conservateurs à la victoire aux élections de 1930 grâce à l'échec du gouvernement libéral (ainsi que tous les gouvernements du monde occidental) à régler la Grande Dépression. Bennett promettait de mettre fin à la crise économique en trois jours en mettant en œuvre la vieille politique conservatrice des hauts tarifs douaniers et de la préférence impériale.

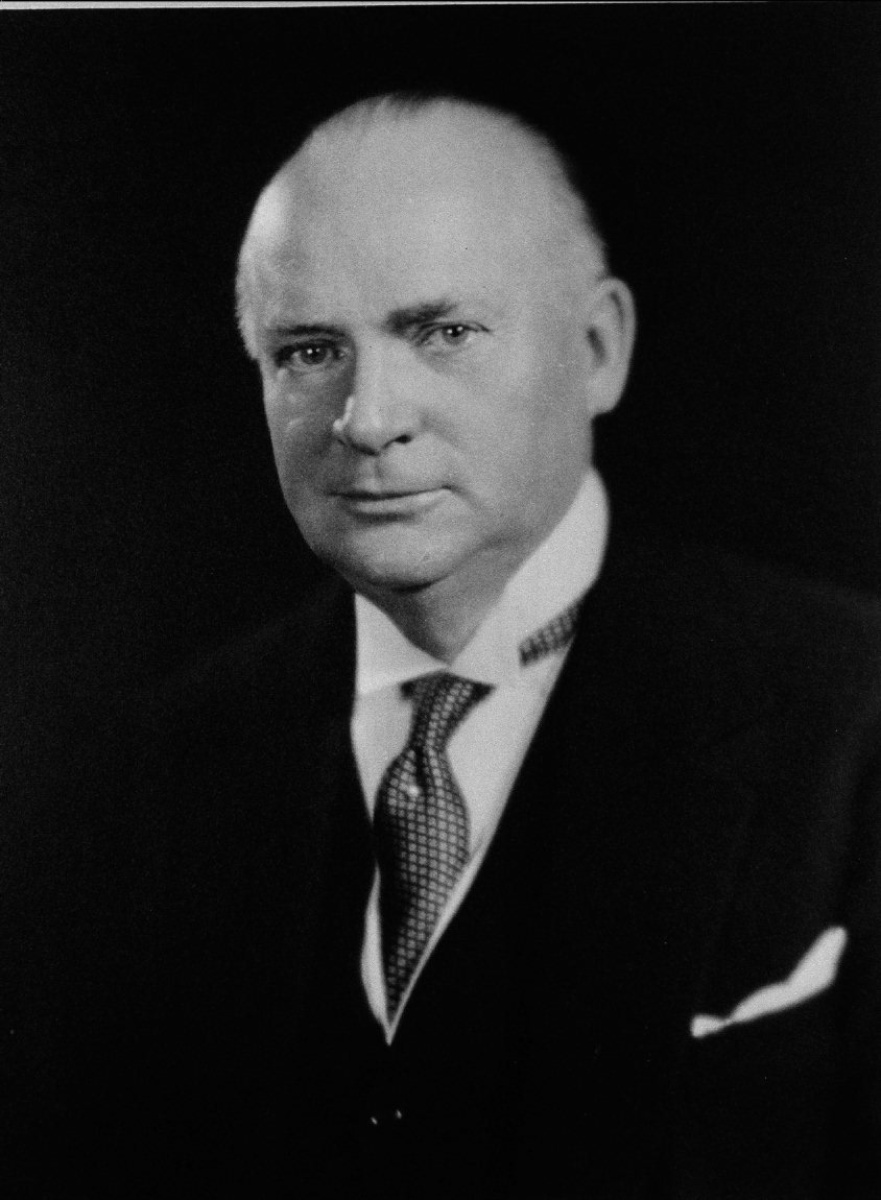
Richard Bedford Bennett

Lorsque cette politique ne donna pas les résultats escomptés, le gouvernement Bennett n'avait aucun plan de rechange. Leur inclination pro-affaires, pro-banques ne créa aucun soulagement pour les millions de chômeurs dont le désespoir et l'agitation étaient grandissants. Les conservateurs semblaient indécis et incapables de s'en sortir, et perdirent rapidement la confiance des canadiens, devenant au contraire un objet de haine, de ridicule et de mépris. Les automobilistes qui ne pouvaient plus payer pour leur essence devaient faire tirer leurs voitures par des chevaux ; ont donna à ces véhicules le nom de Bennett buggies.
R. B. Bennett faisait face à des pressions autant de l'intérieur que de l'extérieur de son parti :
- La Co-operative Commonwealth Federation, fondée en 1932, se préparait à disputer ses premières élections sur une base socialiste.
- Le mouvement du crédit social s'attirait des appuis dans l'Ouest et une onde de choc secoua le pays entier lorsqu'ils remportèrent les élections provinciales albertaines et formèrent le gouvernement en septembre 1935.
- Son propre gouvernement subit la défection du ministre du commerce, Henry Herbert Stevens, qui quitta les conservateurs pour fonder le Parti de la reconstruction du Canada lorsque Bennett refusa de mettre en œuvre les plans de Stevens pour une réforme économique drastique et l'interventionnisme économique gouvernementale pour gérer la crise.

Bennett tenta de prévenir le désordre social en évacuant les chômeurs dans des camps de secours loin des villes, mais ceci ne fit qu'exacerber les tensions sociales ; les chômeurs organisèrent la marche sur Ottawa et comptaient se rendre en train de Vancouver à Ottawa, cueillant des nouveaux manifestants en chemin, afin de se plaindre à Bennett en personne. La marche prit fin à Regina le 1er juillet 1935 lorsque la Gendarmerie royale du Canada, sur ordre du premier ministre, attaqua une réunion publique de 3000 personnes, faisant un mort et des dizaines de blessés.
Suivant la mise en action du New Deal du président américain Franklin D. Roosevelt, Bennett changea de tactique et proposa son propre New Deal, comprenant des dépenses de fonds publics et l'intervention de l'état dans l'économie. Bennett proposa des impôts progressifs sur le revenu, un salaire minimum, une maximum d'heures de travail par semaine, une assurance-emploi, une assurance-santé, un programme des pensions élargi et des subventions aux fermiers. La conversion des conservateurs au concept de l'état-providence vint trop tard pour empêcher leur défaite aux mains des libéraux de Mackenzie King à l'élection fédérale en octobre 1935. Les libéraux remportèrent 173 sièges, contre seulement 40 pour les conservateurs.
Au terme des années Bennett, le Parti conservateur était en pire état que jamais : non seulement l'hostilité envers les conservateurs se poursuivait-elle au Québec, le legs de la crise de la conscription de 1917, mais ils étaient maintenant détestés dans l'Ouest pour leur apparence d'insensibilité aux besoins des fermiers dans le Dust Bowl, et les canadiens de l'Ouest se tournèrent vers le crédit social ou la CCF, faisant des tories leur quatrième choix. Les conservateurs attendraient vingt ans avant de voir un regain de faveur dans l'Ouest canadien.

## Déclin et réinvention en tant que progressistes-conservateurs
Les tories se présentèrent aux élections de 1940 sous la direction de Robert J. Manion. Le parti adopta, encore une fois, un nouveau nom : Gouvernement National. Ils tentaient de recréer le gouvernement unioniste de Borden en prônant un gouvernement de coalition de temps de guerre. Ils ne remportèrent que 40 sièges.
Désespérés, les tories, se tournèrent de nouveau vers Arthur Meighen pour prendre la tête du parti, mais Meighen fut écrasé par la CCF lorsqu'il tenta de réintégrer la Chambre des communes à l'occasion d'une élection partielle en février 1942, dans York South. L'agitation du parti pour la conscription durant la Seconde Guerre mondiale ne servit qu'à s'aliéner encore plus les électeurs du Québec.
Plus tard cette même année, les tories tentèrent d'élargir leur base en élisant le premier ministre progressiste manitobain, John Bracken, comme nouveau chef. Bracken consentit à diriger le parti à la condition qu'ils changent leur nom pour devenir le "Parti progressiste-conservateur du Canada".

## Chefs du Parti conservateur (1867-1940)
- John A. Macdonald (1er juillet 1867 au 6 juin 1891)
- John Joseph Caldwell Abbott (16 juin 1891 au 24 novembre 1892)
- John Sparrow David Thompson (5 décembre 1892 au 12 décembre 1894)
- Mackenzie Bowell (21 décembre 1894 au 27 avril 1896)
- Charles Tupper (1er mai 1896 au 5 février 1901)
- Robert Laird Borden (6 février 1901 au 9 juillet 1920)
- Arthur Meighen (10 juillet 1920 au 24 septembre 1926)
- Hugh Guthrie (intérim, 11 octobre 1926 au 11 octobre 1927)
- Richard Bedford Bennett (12 octobre 1927 au 6 juillet 1938)
- Robert Manion (7 juillet 1938 au 13 mai 1940)
- Richard Hanson (intérim, 14 mai 1940 au 11 novembre 1941)
- Arthur Meighen (12 novembre 1941 au 9 décembre 1942)

## Résultats des élections, 1945 à 2000

### Élections fédérales
| Élection | Parti(s)                                                            | Candidats | Votes     | %     | Sièges    | +/–           | Positionnement | Gouvernement                                                                 |
| -------- | ------------------------------------------------------------------- | --------- | --------- | ----- | --------- | ------------- | -------------- | ---------------------------------------------------------------------------- |
| 1867     | Conservateurs, libéral-conservateurs                                | 112       | 92 656    | 34,53 | 100 / 180 |               | 1er            | Macdonald                                                                    |
| 1872     | Conservateurs, libéral-conservateurs                                | 140       | 123 100   | 38,66 | 99 / 200  | 1             | 1er            | Macdonald                                                                    |
| 1874     | Conservateurs, libéral-conservateurs et Conservateur-travailliste   | 104       | 99 440    | 30,58 | 65 / 206  | 34            | 2e             | Opposition                                                                   |
| 1878     | Conservateurs, libéral-conservateurs                                | 161       | 229 191   | 42,06 | 134 / 206 | 69            | 1er            | Macdonald                                                                    |
| 1882     | Conservateurs, libéral-conservateurs                                | 168       | 208 544   | 40,39 | 133 / 211 | 1             | 1er            | Macdonald                                                                    |
| 1887     | Conservateurs, libéral-conservateurs                                | 203       | 343 805   | 47,41 | 122 / 215 | 11            | 1er            | Macdonald                                                                    |
| 1891     | Conservateurs, libéral-conservateurs                                | 212       | 376 518   | 48,58 | 117 / 215 | 5             | 1er            | Abbott (1891-1892), Thompson (1892-1894), Bowell (1894-1896) et Tupper(1896) |
| 1896     | Conservateurs, libéral-conservateurs                                | 207       | 467 515   | 48,17 | 86 / 213  | 31            | 2e             | Opposition                                                                   |
| 1900     | Conservateurs, libéral-conservateurs                                | 204       | 438 330   | 46,10 | 79 / 213  | 7             | 2e             | Opposition                                                                   |
| 1904     | Conservateurs, libéral-conservateurs                                | 205       | 470 430   | 45,94 | 75 / 214  | 4             | 2e             | Opposition                                                                   |
| 1908     | Conservateurs, libéral-conservateurs                                | 211       | 539 374   | 46,21 | 85 / 221  | 10            | 2e             | Opposition                                                                   |
| 1911     | Conservateurs, libéral-conservateurs et nationalistes-conservateurs | 212       | 636 938   | 48,90 | 132 / 221 | 47            | 1er            | Borden                                                                       |
| 1917     | Parti unioniste                                                     | 211       | 1 070 694 | 56,93 | 153 / 235 | 21            | 1er            | Borden (1917-1920) et Meighen (1920-1921)                                    |
| 1921     | Conservateurs                                                       | 204       | 935 651   | 29,95 | 49 / 235  | 104           | 3e             | Opposition                                                                   |
| 1925     | Conservateurs                                                       | 232       | 1 454 253 | 46,13 | 115 / 245 | 66            | 1er            | Opposition (1925-1926) et Meighen (1926)                                     |
| 1926     | Conservateurs                                                       | 232       | 1 476 834 | 45,34 | 91 / 245  | 24            | 2e             | Opposition                                                                   |
| 1930     | Conservateurs                                                       | 229       | 1 836 115 | 47,79 | 134 / 245 | 43            | 1er            | Bennett                                                                      |
| 1935     | Conservateurs                                                       | 228       | 1 290 671 | 29,84 | 39 / 245  | 95            | 2e             | Opposition                                                                   |
| 1940     | Conservateurs, Gouvernement national                                | 207       | 1 402 059 | 30,41 | 39 / 245  | en stagnation | 2e             | Opposition                                                                   |